# María Sabina
María Sabina (Oaxaca, 22 de julho de 1894 — Oaxaca, 22 de novembro de 1985) foi uma curandeira e xamã do povo indígena mazateca que viveu na Sierra Mazateca, em Oaxaca, no sul do México. María Sabina se tornou famosa nacionalmente e internacionalmente, especialmente entre pessoas que lutavam pelo uso legal e aberto de substâncias psicoativas, depois que seu conhecimento tradicional sobre o uso cerimonial e curativo de cogumelos alucinógenos foi divulgado pelo banqueiro e micologista amador Robert Gordon Wasson. Sua prática era baseada no uso de cogumelos alucinógenos como o Psilocybe Cubensis Huatla. É conhecida por introduzir os cogumelos alucinógenos modernos ao mundo ocidental.

## Infância e educação
María Sabina foi uma indígena mazateca nascida no final do século XIX no povoado de Huautla de Jimenez (hoje Pueblo Mágico), localizado na Sierra Mazateca, a uma distância de 254 quilômetros da capital do estado de Oaxaca. Embora a própria Sabina não tivesse certeza sobre sua data de nascimento, ela acreditava ser em 1894. Seus pais se chamavam María Concepción e Crisanto Feliciano. Seu avô e bisavô, assim como seu pai, também eram xamãs, hábeis em usar os cogumelos para se comunicar com Deus. Seu pai, que era agricultor, morreu com uma doença quando María Sabina tinha três anos. Assim, junto com sua mãe e sua irmã María Ana, dois anos mais nova que ela, foram morar com seus avós maternos, Manuel Cosme e María Estefanía, que eram envolvidos na criação de bichos-da-seda e na agricultura tradicional. Durante a sua infância, María Sabina viveu em extrema pobreza e em condições de desnutrição. Ela não recebeu uma educação formal e se dedicou à realização das atividades agropecuárias que lhe foram confiadas pelos avós.
Ela foi obrigada a se casar com Serapio Martínez aos 14 anos, seu primeiro filho nasceu um ano depois. Sabina ficou temporariamente sozinha quando seu marido se juntou às forças revolucionárias. O marido voltou depois de alguns anos. Com ele, ela teve mais dois filhos e tornou-se viúva em 1914.

## Experiência com cogumelos
María diria a Álvaro Estrada, um colega mazateca, que tinha ascendentes por parte de pai que praticavam cerimônias com cogumelos. Esses ascendentes eram considerados xamãs ou "homens sábios" (chotá-a t chi-née, em mazateco). É dito que seus ascendentes tentaram impedir a morte de seu pai, que foi vítima de uma suposta maldição antes do nascimento de María.
Ela teve seu primeiro contato com a ingestão de cogumelos entre cinco e sete anos durante uma cerimônia realizada em sua casa para tentar curar um de seus tios. Embora ela não os tenha ingerido naquela ocasião, naquele momento ela os conheceria. Assim, enquanto estava na colina cuidando dos animais de seus avós, ela encontrou alguns fungos semelhantes aos que havia visto durante a cerimônia, então decidiu consumi-los junto com sua irmã, tendo assim sua primeira experiência extática.
Mais tarde, durante seu segundo casamento, María foi alvo de abuso por seu novo marido; um suposto feiticeiro chamado Martial. Foi ele quem realmente a fez conhecer o mundo da "magia". No entanto, diz-se que Marcial, suspeitando que María estava começando a ter mais conhecimento que ele, começou a atacar Sabina. Sabina estava convencida de que poderia suportar essas agressões graças à força dos cogumelos sagrados. Isto durou até Marcial arranjar uma amante. Os dias de Marcial terminaram nas mãos dos filhos de María, que, contemplando a traição, o mataram com socos. Assim, Sabina foi novamente uma viúva, no entanto, agora ela acreditava que tinha o conhecimento necessário para se defender.
Sabina conseguiu prever a morte de um ex-prefeito de Huautla chamado Erasto Pineda, morto com tiros nas costas. Esta foi uma de suas ações mais bem-sucedidas. Esse fato na história de Sabina aumentou entre seus seguidores a crença de que comer cogumelos facilitava o aparecimento de fenômenos paranormais, como a clarividência.
María Sabina foi a primeira curandeira mexicana contemporânea, ou xamã nativa, a permitir que colonizadores participassem da vigília de cura nos rituais mazateca, conhecida como "velada". Todos os participantes do ritual ingeriam o cogumelo como um sacramento para abrir os portões da mente. A "velada" é vista como uma purificação e uma comunhão com o sagrado.

## Visita de Gordon Wasson
Em 1952, o banqueiro americano e micologista amador Robert Gordon Wasson encontrou um reportagem de Robert Graves publicado no jornal Ciba em Nova Iorque, sobre o uso de cogumelos no México. De acordo com este texto, durante a conquista do México, os frades deixaram testemunhos de como esses cogumelos eram ingeridos durante cultos ancestrais. Isso interessou Robert Gordon Wasson que, desde 1927, realizava estudos sobre o uso de cogumelos em diferentes culturas.
Em 1955, na companhia de sua esposa Valentina Pavlovna, ele viajou para a cidade natal de María Sabina, onde, após várias negociações, foi recebido por María Sabina, que realizou uma vigília (referidas como veladas em espanhol) noturna com eles, ensinando-lhes parte do uso e fornecendo amostras de cogumelos. Durante vários dias, eles gravaram conversas em fita, que foram transcritas para um sistema de escrita fonética e traduzidas para espanhol e inglês. Eles também tiraram fotos das cerimônias com luzes estroboscópicas. Em 13 de maio de 1957, a revista Life publicou um extenso artigo ilustrado de Robert Gordon Wasson nomeado "Seeking the Magic Mushroom", no qual descreveu as noites com María Sabina e seus cogumelos. Isso resultou em um grande número de pessoas se aventurando nas regiões montanhosas e florestadas do México, a fim de descobrir por si mesmos os cogumelos com "poderes visionários". Wasson coletou esporos do fungo que ele identificou como Psilocybe mexicana e os levou para Paris. O fungo foi cultivado na Europa e seu ingrediente principal, a psilocibina, foi isolado em laboratório pelo químico suíço Albert Hofmann em 1958.
Quinze anos depois, em 1968, Robert Gordon Wasson publicou o livro The Wondrous Mushroom: Mycolatry in Mesoamerica, onde expôs ao público americano o ritual e o uso das "crianças" na cultura Mazateca. Como o assunto principal do livro era María Sabina, ela recebeu uma publicidade fenomenal no auge da cultura hippie americana, que, entre outras coisas, foi caracterizada pelo uso de substâncias alucinógenas. Este livro marca uma reviravolta na vida de María Sabina, que começa a receber a visita de pessoas de fora de sua comunidade, mexicanos e estrangeiros, muitos dos quais viajavam em busca de uma experiência psicodélica com cogumelos, e alguns outros como parte de trabalho de pesquisa. Em 1967, mais de 70 pessoas dos EUA, Canadá e Europa Ocidental estavam alugando cabanas nas aldeias vizinhas. 
María Sabina recebeu vários pessoas, incluindo Wasson, que se tornou seu amigo. Há rumores de que muitas celebridades da década de 1960 visitaram Sabina, incluindo estrelas do rock como Bob Dylan, John Lennon, Mick Jagger e Keith Richards.
Em parte, isso proporcionou certa estabilidade econômica à María Sabina. No entanto, ela foi acusada por membros de sua comunidade de lucrar com a cultura de seu povo. Além disso, o mau uso de seu conhecimento por muitos de seus visitantes levou Sabina a considerar um erro torná-los conhecidos, uma vez que os estrangeiros, na maioria das vezes, estavam apenas procurando diversão.
Enquanto a comunidade era cercada por colonizadores que queriam experimentar as alucinações induzidas por cogumelos, Sabina atraiu a atenção da polícia mexicana que acreditava que ela era traficante de drogas. A atenção indesejada alterou completamente a dinâmica social da comunidade mazateca e ameaçou acabar com seus costumes tradicionais. A comunidade culpou Sabina, ela foi expulsa de sua comunidade e sua casa foi destruída. Sabina depois se arrependeu de ter apresentado a prática para Wasson, mas Wasson sustentou que sua única intenção era contribuir para a soma do conhecimento humano.
No início dos anos sessenta os cogumelos haviam se tornado uma droga narcótica, o que causou uma perseguição da polícia. Agentes federais chegaram em sua casa, revistaram sua casa e levaram ela de carro com tudo o que haviam encontrado em sua cabana, embora ela tenha sido imediatamente libertada. María Sabina disse ao então presidente municipal Genaro Teran: Você sabe que nosso povo não usa o tabaco que esse infeliz afirma que eu vendo. Ele me acusa de trazer gringos à minha casa, eles vêm me procurar, tiram fotos, conversam comigo, fazem perguntas, as mesmas que eu já respondi muitas vezes... e saem depois de participar de uma velada". Por último, ela disse que a força das "crianças sagradas" havia diminuído desde que haviam sido tomadas, literalmente, como um jogo, pelo qual ela quem pagaria. Ela acreditava ter ficado com todas as doenças que curou e que era o custo de seu dom. A curandeira chamava as crianças que cresceram na região de Oaxaca de "crianças sagradas". Ela também achava que a cerimônia da velada fora irremediavelmente profanada e poluída pelo uso hedonista dos cogumelos: "Desde o momento em que os estrangeiros chegaram, as 'crianças sagradas' perderam sua pureza. Elas perderam sua força, eles as arruinaram. Daí em diante elas não funcionarão mais. Não há remédio para isso."
Em 1986, um anos após a sua morte, foi publicado uma reportagem intitulada “María Sabina de Huautla - Ísis sem véu?”, de Ramón Méndez Estrada, descrevendo outra parte da vida de María Sabina, especialmente em seus últimos meses de vida. Segundo a entrevista, o repórter comentou: "A última vez que vi María Sabina, em setembro de 1984, cerca de catorze meses antes de sua morte, eu a vi muito cansada, muito pequena; Estava impaciente, não queria conversar. Andava em voltas continuamente pela sala; Acho que estava cansada de ouvir as mesmas perguntas de curiosos impertinentes por trinta anos consecutivos e de ter que defender suas mesmas respostas milenares". Com a difusão por parte de Wasson, ele conseguiu, entre muitas coisas, enviar um grande número de visitantes à Huautla. Alguns pessoas apenas se comoveram com o desejo de uma aventura psicodélica, desrespeitando dessa forma a projeção espiritual da cultura mazateca. Irritada com a falta de respeito, Sabina disse:

"Muitas pessoas se aproveitaram de mim. Lembro-me daquela época em que Wasson chegou; Ele me deu um disco que haviam meus cantos. Perguntei-lhe como ele tinha feito isso, nunca imaginei me ouvir. Fiquei com nojo porque nunca tinha autorizado Wasson a roubar minhas músicas. Chorei por isso e a insônia não me deixou dormir."

"Antes de Wasson, ninguém trouxe "as crianças" simplesmente para encontrar Deus. Elas sempre eram trazidas para curar os doentes."
María Sabina morreu em 1985 vítima de embolia pulmonar, em uma condição econômica baixa, pois não possuía sistema de coleta estabelecido para seus serviços.

## Cantos
Álvaro Estrada gravou sua vida e obra e traduziu seus cantos. O cunhado americano de Estrada, Henry Munn, traduziu muitos dos cânticos do espanhol para o inglês e escreveu sobre o significado de seu idioma. Segundo Munn, María Sabina usou brilhantemente temas comuns às tradições espirituais mazatecas e mesoamericanas, mas ao mesmo tempo havia um talento único, uma poetisa magistral e uma artesã com um profundo carisma literário e pessoal.
É cantada em um transe xamânico em que, como ela contou, as "crianças santas" falam através dela:

Porque eu sei nadar no imenso

Porque eu sei nadar de todas as formas

Porque eu sou a mulher do lançamento

Porque eu sou o gambá sagrado

Porque eu sou o gambá do Senhor

Eu sou a mulher Livro que está debaixo d'água, disse

Eu sou a mulher da cidade populosa, disse

Eu sou a pastora que está debaixo d'água, disse

Eu sou a mulher que pastoreia o imenso, disse

Eu sou a pastora e venho com meu pastor, disse

Porque tudo tem sua origem

E eu venho indo de um lugar para outro desde a origem...

## Legado
Como médica tradicional, Maria Sabina deixou seu neto Filogonio como sucessor.
Sabina é considerada uma figura sagrada em Huautla. Ao mesmo tempo, sua imagem é usada para comercializar vários empreendimentos comerciais locais, de restaurantes a empresas de táxi.
A contracultura mexicana tem uma afinidade por Sabina. O grupo de rock mexicano Santa Sabina recebeu o nome dela e El Tri, um dos primeiros e mais bem-sucedidos grupos de rock do México, dedicou a música "María Sabina" a ela, proclamando ela "un símbolo de la sabiduría y el amor" ( "um símbolo da sabedoria e amor").
A cantora boliviana Luzmila Carpio fez uma música em homenagem a María Sabina. A música "Cosas de un soñador", de Lisandro Aristimuño, refere-se a María Sabina. Alguns dos cantos de María também aparecem no álbum mais famoso de Jorge Reyes, nomeados "Comala" e "La Diosa de las Águilas". O grupo francês de música eletrônica eletrônica Deep Forest tem uma música com os cantos de María Sabina, com o nome "tres marias". O grupo de rock espanhol Héroes del Silencio, na música "Medicina Humeda" do álbum "Rarezas", faz a seguinte menção: "Santa María Sabina diz: Deus é azul..."
O poeta e romancista mexicano Homero Aridjis escreveu um romance, Carne de Dios, sobre Maria Sabina, sua vida em Huautla e sua experiência com ocidentais que se reuniram em sua casa para experimentar os efeitos alucinógenos dos cogumelos. Aridjis levou Maria Sabina à Cidade do México para tratamento médico no final de sua vida.